# Castello dei Conti Guidi (Vinci)
Il castello dei Conti Guidi si trova a Vinci, al centro dell'antico borgo fortificato.

## Storia e descrizione
Dopo numerose vicissitudini e modifiche della struttura originaria, il castello tornò di proprietà del Comune di Vinci nel 1919. Dal 1953 ospita il Museo Leonardiano.
Il castello, noto nella tradizione popolare come “castello della nave” per la forma allungata e la torre che rimandano alla sagoma di un'imbarcazione a vela, conserva all'interno stemmi affrescati e scolpiti, memoria dei podestà, e la ceramica Madonna con il Bambino di Giovanni della Robbia del 1523.
All'interno del castello si trova la villa Vignozzi la cui immagine era riprodotta sulla prima serie delle vecchie banconote da 50.000 lire.
Nella piazza retrostante il Museo Leonardiano si trova la grande scultura lignea di Mario Ceroli, L'Uomo di Vinci (1987), ispirata alla celebre riproduzione di Leonardo dell'Uomo vitruviano.